# Alysicarpus yunnanensis
Alysicarpus yunnanensis är en ärtväxtart som beskrevs av Y.C.Yang och Pu Hwa Huang. Alysicarpus yunnanensis ingår i släktet Alysicarpus och familjen ärtväxter. Inga underarter finns listade i Catalogue of Life.